# Liam Conlon
Liam Joseph Conlon est un homme politique britannique. Membre du Parti travailliste, il est député de Beckenham et Penge depuis juillet 2024.

## Carrière
Conlon est choisi par les membres du parti dans la circonscription de Beckenham et Penge et est élu avec une majorité de 12 905 voix sur le candidat conservateur. Il est également président de la Société irlandaise du Parti travailliste.
Conlon est nommé secrétaire parlementaire privé auprès du ministère des Transports après son élection.

## Vie personnelle
Conlon est le fils de l'ancienne haute fonctionnaire Sue Gray, qui occupe actuellement le poste de chef de cabinet de Downing Street sous Keir Starmer. Il reçoit une prothèse de hanche à l'âge de 17 ans en raison d'un accident à l'âge de 13 ans où il s'est fracturé la hanche, et a été incapable de marcher pendant des années. De ce fait, il est l'un des rares députés handicapés et conduit une voiture adaptée.